# Adolfo Camilo Díaz
 Camilo Díaz (n. Caborana, Aller, 1963) es un escritor, dramaturgo y gestor cultural asturiano. Como escritor destaca como autor de textos teatrales y de novelas cortas, y ha ganado algunos de los premios más prestigiosos de la literatura asturiana, como el Premio Xosefa de Xovellanos en dos ocasiones y el de novela corta de la Academia de la Lengua Asturiana.
Obtuvo la licenciatura en Historia en la Universidad de Oviedo.
En 1979 fundó el grupo de teatro experimental Güestia, en el que coincidió con Xuan Bello. El grupo acabó disolviéndose y dio paso a una banda de rock de nombre casi idéntico (Güextia), que publicó un disco llamado Inaux, considerado como el primer álbum del rock en lengua asturiana. Años más tarde, en 1984, formó el grupo de tetro "Amorecer", con el que presentó varias obras entre las que destaca El suañu la razón (1985). Esta obra está basada en un collage de textos de Goethe, Kafka, Mediero y el propio Adolfo Camilo Díaz.
En el ámbito institucional trabajó como animador cultural en los concejos de Carreño y Corvera y, desde 2004, es director de cultura del ayuntamiento de Avilés. También forma parte del Consejo de Administración de la Radiotelevisión del Principado de Asturias.
Aparte de la fundación de la revista Al Bellume (publicada ente 1986 y 1989) y de sus colaboraciones de prensa (en La Nueva España y Les Noticies) ha publicado hasta 2005 17 libros, principalmente de narrativa o relacionados con el teatro. Es también traductor de la obra de José Viale Moutinho y de Julio Verne.

## Obra
- Narrativa:
  - Añada pa un güeyu muertu, (1985), premio Josefa de Xovellanos.
  - L’otru Sherlock Holmes (1986).
  - Pequeña lloba enllena d’amor, (1988), premio de novela corta de la Academia de la llingua asturiana.
  - Miénteme, dime la verdá (1989).
  - L’home que quería ser estatua (1991).
  - Diariu de viaxe (1995), premio Josefa Jovellanos.
  - El vientre del círculu (1996).
  - Venus, Occidente y otros cuentos éticos (1997).
  - Nunca nun te fíes de la xente que nun enseña los dientes al rise (1998).
  - Nueche (2002).
  - Suañé Cabu Verde. Nunca ye endemasiao tiempu. (2003).
- Narración juvenil
  - Blugás (Prímula I) (1993).
- Teatro:
  - Psicokiller (1993).
  - País. Una traxicomedia asturiana (2004).
- Monólogo
  - Nelón y el sexu sentíu (y otros socedíos) (2002).
- Ensayo:
  - Pentimento I (1992).
  - El cine fantaterrorífico español (1993)
  - El teatru popular asturianu (2002).
- Traducciones:
  - José Viale Moutinho: Mázcares venecianes (1989).
  - José Viale Moutinho: Cuentos fantásticos (junto con Xandru Fernández) (1992).
  - Julio Verne: L’eternu Adán (1992).
  - José Viale Moutinho: Nombres de árboles quemados (1993).